# Bălteni (gmina)
Bălteni – gmina w Rumunii, w okręgu Aluta. Obejmuje tylko jedną miejscowość Bălteni. W 2011 roku liczyła 1694 mieszkańców.